# Wereldkampioenschappen beachvolleybal 2015 (vrouwen)
Het vrouwentoernooi tijdens de wereldkampioenschappen beachvolleybal 2015 werd van 26 juni tot en met 4 juli 2015 gehouden in vier steden in Nederland: Den Haag (met het hoofdstadion), Amsterdam, Apeldoorn en Rotterdam.
Bárbara Seixas en Agatha Bednarczuk uit Brazilië wonnen de finale van hun landgenoten Taiana Lima en Fernanda Alves. Het eveneens uit Brazilië afkomstige duo Maria Antonelli en Juliana Felisberta da Silva behaalde de derde plaats, waardoor het eindpodium volledig bestond uit Braziliaanse koppels.

## Groepsfase
|  | Direct naar laatste 32                                 |
|  | Naar laatste 32 als een van de acht beste nummers drie |

### Groep A
| # | Ploeg                    | Punten | Wedstrijden | Wedstrijden | Spelpunten | Spelpunten | Spelpunten | Sets | Sets | Sets  |
| # | Ploeg                    | Punten | W           | V           | W          | V          | Ratio      | W    | V    | Ratio |
| - | ------------------------ | ------ | ----------- | ----------- | ---------- | ---------- | ---------- | ---- | ---- | ----- |
| 1 | Meppelink / van Iersel   | 6      | 3           | 0           | 98         | 82         | 1,195      | 6    | 1    | 6,000 |
| 2 | Humana-Paredes / Pischke | 5      | 2           | 1           | 132        | 118        | 1,119      | 4    | 3    | 1,333 |
| 3 | Masjkova / Tsymbalova    | 4      | 1           | 2           | 153        | 126        | 1,214      | 4    | 4    | 1,000 |
| 4 | Orellana / Orellana      | 3      | 0           | 3           | 27         | 126        | 0,214      | 0    | 6    | 0,000 |

| Datum   |                          | Score |                          | Set 1   | Set 2   | Set 3   |
| ------- | ------------------------ | ----- | ------------------------ | ------- | ------- | ------- |
| 26 juni | Meppelink / van Iersel   | 2 – 1 | Masjkova / Tsymbalova    | 21 – 19 | 20 – 22 | 15 – 12 |
| 27 juni | Humana-Paredes / Pischke | 2 – 0 | Orellana / Orellana      | 21 – 11 | 21 – 7  |         |
| 28 juni | Masjkova / Tsymbalova    | 2 – 0 | Orellana / Orellana      | 21 – 7  | 21 – 2  |         |
| 28 juni | Meppelink / van Iersel   | 2 – 0 | Humana-Paredes / Pischke | 21 – 15 | 21 – 14 |         |
| 29 juni | Humana-Paredes / Pischke | 2 – 1 | Masjkova / Tsymbalova    | 22 – 24 | 24 – 22 | 15 – 12 |
| 29 juni | Meppelink / van Iersel   | 2 – 0 | Orellana / Orellana      |         |         |         |

### Groep B
| # | Ploeg                      | Punten | Wedstrijden | Wedstrijden | Spelpunten | Spelpunten | Spelpunten | Sets | Sets | Sets  |
| # | Ploeg                      | Punten | W           | V           | W          | V          | Ratio      | W    | V    | Ratio |
| - | -------------------------- | ------ | ----------- | ----------- | ---------- | ---------- | ---------- | ---- | ---- | ----- |
| 1 | Larissa / Talita           | 6      | 3           | 0           | 138        | 105        | 1,314      | 6    | 1    | 6,000 |
| 2 | Goricanec / Hüberli        | 5      | 2           | 1           | 116        | 106        | 1,094      | 4    | 2    | 2,000 |
| 3 | van der Vlist / van Gestel | 4      | 1           | 2           | 130        | 147        | 0,884      | 3    | 5    | 0,600 |
| 4 | Radarong / Udomchavee      | 3      | 0           | 3           | 111        | 137        | 0,810      | 1    | 6    | 0,167 |

| Datum   |                       | Score |                            | Set 1   | Set 2   | Set 3   |
| ------- | --------------------- | ----- | -------------------------- | ------- | ------- | ------- |
| 27 juni | Goricanec / Hüberli   | 2 – 0 | Radarong / Udomchavee      | 22 – 20 | 21 – 12 |         |
| 27 juni | Larissa / Talita      | 2 – 1 | van der Vlist / van Gestel | 21 – 15 | 18 – 21 | 15 – 10 |
| 28 juni | Larissa / Talita      | 2 – 0 | Radarong / Udomchavee      | 21 – 10 | 21 – 18 |         |
| 28 juni | Goricanec / Hüberli   | 2 – 0 | van der Vlist / van Gestel | 21 – 17 | 21 – 15 |         |
| 30 juni | Larissa / Talita      | 2 – 0 | Goricanec / Hüberli        | 21 – 16 | 21 – 15 |         |
| 30 juni | Radarong / Udomchavee | 1 – 2 | van der Vlist / van Gestel | 18 – 21 | 21 – 16 | 12 – 15 |

### Groep C
| # | Ploeg                     | Punten | Wedstrijden | Wedstrijden | Spelpunten | Spelpunten | Spelpunten | Sets | Sets | Sets  |
| # | Ploeg                     | Punten | W           | V           | W          | V          | Ratio      | W    | V    | Ratio |
| - | ------------------------- | ------ | ----------- | ----------- | ---------- | ---------- | ---------- | ---- | ---- | ----- |
| 1 | Ross / Walsh              | 6      | 3           | 0           | 139        | 113        | 1,230      | 6    | 1    | 6,000 |
| 2 | Bansley / Pavan           | 5      | 2           | 1           | 134        | 131        | 1,023      | 4    | 3    | 1,333 |
| 3 | Artacho del Solar / Laird | 4      | 1           | 2           | 121        | 122        | 0,992      | 3    | 4    | 0,750 |
| 4 | Braakman / Sinnema        | 3      | 0           | 3           | 117        | 145        | 0,807      | 1    | 6    | 0,167 |

| Datum   |                           | Score |                           | Set 1   | Set 2   | Set 3   |
| ------- | ------------------------- | ----- | ------------------------- | ------- | ------- | ------- |
| 27 juni | Bansley / Pavan           | 2 – 0 | Artacho del Solar / Laird | 21 – 14 | 21 – 17 |         |
| 27 juni | Ross / Walsh              | 2 – 0 | Braakman / Sinnema        | 21 – 13 | 22 – 20 |         |
| 29 juni | Ross / Walsh              | 2 – 1 | Artacho del Solar / Laird | 18 – 21 | 21 – 15 | 15 – 12 |
| 29 juni | Bansley / Pavan           | 2 – 1 | Braakman / Sinnema        | 19 – 21 | 26 – 24 | 15 – 13 |
| 30 juni | Artacho del Solar / Laird | 2 – 0 | Braakman / Sinnema        | 21 – 11 | 21 – 15 |         |
| 30 juni | Ross / Walsh              | 2 – 0 | Bansley / Pavan           | 21 – 19 | 21 – 13 |         |

### Groep D
| # | Ploeg                  | Punten | Wedstrijden | Wedstrijden | Spelpunten | Spelpunten | Spelpunten | Sets | Sets | Sets  |
| # | Ploeg                  | Punten | W           | V           | W          | V          | Ratio      | W    | V    | Ratio |
| - | ---------------------- | ------ | ----------- | ----------- | ---------- | ---------- | ---------- | ---- | ---- | ----- |
| 1 | Holtwick / Semmler     | 6      | 3           | 0           | 126        | 92         | 1,370      | 6    | 0    | MAX   |
| 2 | Pazo / Agudo           | 5      | 2           | 1           | 127        | 127        | 1,000      | 4    | 3    | 1,333 |
| 3 | Bonnerová / Hermannová | 4      | 1           | 2           | 100        | 108        | 0,926      | 2    | 4    | 0,500 |
| 4 | Gomez / Nieto          | 3      | 0           | 3           | 114        | 140        | 0,814      | 1    | 6    | 0,167 |

| Datum   |                        | Score |                        | Set 1   | Set 2   | Set 3   |
| ------- | ---------------------- | ----- | ---------------------- | ------- | ------- | ------- |
| 27 juni | Bonnerová / Hermannová | 0 – 2 | Pazo / Agudo           | 16 – 21 | 14 – 21 |         |
| 27 juni | Holtwick / Semmler     | 2 – 0 | Gomez / Nieto          | 21 – 18 | 21 – 17 |         |
| 28 juni | Holtwick / Semmler     | 2 – 0 | Pazo / Agudo           | 21 – 14 | 21 – 15 |         |
| 28 juni | Bonnerová / Hermannová | 2 – 0 | Gomez / Nieto          | 21 – 13 | 21 – 11 |         |
| 29 juni | Holtwick / Semmler     | 2 – 0 | Bonnerová / Hermannová | 21 – 12 | 21 – 16 |         |
| 29 juni | Pazo / Agudo           | 2 – 1 | Gomez / Nieto          | 18 – 21 | 22 – 20 | 16 – 14 |

### Groep E
| # | Ploeg                 | Punten | Wedstrijden | Wedstrijden | Spelpunten | Spelpunten | Spelpunten | Sets | Sets | Sets  |
| # | Ploeg                 | Punten | W           | V           | W          | V          | Ratio      | W    | V    | Ratio |
| - | --------------------- | ------ | ----------- | ----------- | ---------- | ---------- | ---------- | ---- | ---- | ----- |
| 1 | Kołosińska / Brzostek | 6      | 3           | 0           | 126        | 89         | 1,416      | 6    | 0    | MAX   |
| 2 | Kolocová / Sluková    | 5      | 2           | 1           | 141        | 114        | 1,237      | 4    | 3    | 1,333 |
| 3 | Broder / Valjas       | 4      | 1           | 2           | 140        | 121        | 1,157      | 3    | 4    | 0,750 |
| 4 | Ettayfi / Mahassine   | 3      | 0           | 3           | 43         | 126        | 0,341      | 0    | 6    | 0,000 |

| Datum   |                       | Score |                       | Set 1   | Set 2   | Set 3   |
| ------- | --------------------- | ----- | --------------------- | ------- | ------- | ------- |
| 27 juni | Kołosińska / Brzostek | 2 – 0 | Broder / Valjas       | 21 – 18 | 21 – 18 |         |
| 27 juni | Kolocová / Sluková    | 2 – 0 | Ettayfi / Mahassine   | 21 – 8  | 21 – 2  |         |
| 28 juni | Kolocová / Sluková    | 2 – 1 | Broder / Valjas       | 18 – 21 | 31 – 29 | 15 – 12 |
| 28 juni | Kołosińska / Brzostek | 2 – 0 | Ettayfi / Mahassine   | 21 – 8  | 21 – 10 |         |
| 30 juni | Kolocová / Sluková    | 0 – 2 | Kołosińska / Brzostek | 18 – 21 | 17 – 21 |         |
| 30 juni | Broder / Valjas       | 2 – 0 | Ettayfi / Mahassine   | 21 – 8  | 21 – 7  |         |

### Groep F
| # | Ploeg             | Punten | Wedstrijden | Wedstrijden | Spelpunten | Spelpunten | Spelpunten | Sets | Sets | Sets  |
| # | Ploeg             | Punten | W           | V           | W          | V          | Ratio      | W    | V    | Ratio |
| - | ----------------- | ------ | ----------- | ----------- | ---------- | ---------- | ---------- | ---- | ---- | ----- |
| 1 | Seixas / Agatha   | 6      | 3           | 0           | 129        | 92         | 1,402      | 6    | 0    | MAX   |
| 2 | Day / Kessy       | 5      | 2           | 1           | 114        | 105        | 1,086      | 4    | 2    | 2,000 |
| 3 | Flores / Martinez | 4      | 1           | 2           | 106        | 116        | 0,914      | 2    | 4    | 0,500 |
| 4 | Candelas / Rios   | 3      | 0           | 3           | 90         | 126        | 0,714      | 0    | 6    | 0,000 |

| Datum   |                  | Score |                   | Set 1   | Set 2   | Set 3 |
| ------- | ---------------- | ----- | ----------------- | ------- | ------- | ----- |
| 27 juni | Barbara / Agatha | 2 – 0 | Flores / Martinez | 21 – 17 | 23 – 21 |       |
| 27 juni | Day / Kessy      | 2 – 0 | Candelas / Rios   | 21 – 18 | 21 – 18 |       |
| 28 juni | Barbara / Agatha | 2 – 0 | Candelas / Rios   | 21 – 12 | 21 – 12 |       |
| 28 juni | Day / Kessy      | 2 – 0 | Flores / Martinez | 21 – 13 | 21 – 13 |       |
| 29 juni | Candelas / Rios  | 0 – 2 | Flores / Martinez | 15 – 21 | 15 – 21 |       |
| 29 juni | Barbara / Agatha | 2 – 0 | Day / Kessy       | 22 – 20 | 21 – 10 |       |

### Groep G
| # | Ploeg               | Punten | Wedstrijden | Wedstrijden | Spelpunten | Spelpunten | Spelpunten | Sets | Sets | Sets  |
| # | Ploeg               | Punten | W           | V           | W          | V          | Ratio      | W    | V    | Ratio |
| - | ------------------- | ------ | ----------- | ----------- | ---------- | ---------- | ---------- | ---- | ---- | ----- |
| 1 | Laboureur / Sude    | 6      | 3           | 0           | 150        | 118        | 1,271      | 6    | 2    | 3,000 |
| 2 | Antonelli / Juliana | 5      | 2           | 1           | 137        | 89         | 1,539      | 5    | 2    | 2,500 |
| 3 | Pata / Matauatu     | 4      | 1           | 2           | 119        | 111        | 1,072      | 3    | 4    | 0,750 |
| 4 | Boucheta / Bayou    | 3      | 0           | 3           | 38         | 126        | 0,302      | 0    | 6    | 0,000 |

| Datum   |                     | Score |                  | Set 1   | Set 2   | Set 3   |
| ------- | ------------------- | ----- | ---------------- | ------- | ------- | ------- |
| 27 juni | Laboureur / Sude    | 2 – 1 | Pata / Matauatu  | 21 – 17 | 19 – 21 | 15 – 10 |
| 27 juni | Antonelli / Juliana | 2 – 0 | Boucheta / Bayou | 21 – 7  | 21 – 0  |         |
| 28 juni | Laboureur / Sude    | 2 – 0 | Boucheta / Bayou | 21 – 10 | 21 – 7  |         |
| 28 juni | Antonelli / Juliana | 2 – 0 | Pata / Matauatu  | 21 – 16 | 21 – 13 |         |
| 29 juni | Pata / Matauatu     | 2 – 0 | Boucheta / Bayou | 21 – 4  | 21 – 10 |         |
| 29 juni | Antonelli / Juliana | 1 – 2 | Laboureur / Sude | 21 – 17 | 19 – 21 | 13 – 15 |

### Groep H
| # | Ploeg                  | Punten | Wedstrijden | Wedstrijden | Spelpunten | Spelpunten | Spelpunten | Sets | Sets | Sets  |
| # | Ploeg                  | Punten | W           | V           | W          | V          | Ratio      | W    | V    | Ratio |
| - | ---------------------- | ------ | ----------- | ----------- | ---------- | ---------- | ---------- | ---- | ---- | ----- |
| 1 | Liliana / Baquerizo    | 6      | 3           | 0           | 126        | 96         | 1,313      | 6    | 0    | MAX   |
| 2 | Bawden / Clancy        | 5      | 2           | 1           | 127        | 94         | 1,351      | 4    | 3    | 1,333 |
| 3 | Michelle / Filippo     | 4      | 1           | 2           | 117        | 141        | 0,830      | 3    | 5    | 0,600 |
| 4 | Turnerová / Tomašeková | 3      | 0           | 3           | 100        | 139        | 0,719      | 1    | 6    | 0,167 |

| Datum   |                     | Score |                        | Set 1   | Set 2   | Set 3   |
| ------- | ------------------- | ----- | ---------------------- | ------- | ------- | ------- |
| 27 juni | Liliana / Baquerizo | 2 – 0 | Turnerová / Tomašeková | 21 – 17 | 21 – 15 |         |
| 27 juni | Bawden / Clancy     | 2 – 1 | Michelle / Filippo     | 17 – 21 | 21 – 8  | 15 – 1  |
| 28 juni | Bawden / Clancy     | 2 – 0 | Turnerová / Tomašeková | 21 – 11 | 21 – 11 |         |
| 28 juni | Liliana / Baquerizo | 2 – 0 | Michelle / Filippo     | 21 – 16 | 21 – 16 |         |
| 30 juni | Liliana / Baquerizo | 2 – 0 | Bawden / Clancy        | 21 – 13 | 21 – 19 |         |
| 30 juni | Michelle / Filippo  | 2 – 1 | Turnerová / Tomašeková | 19 – 21 | 21 – 14 | 15 – 13 |

### Groep I
| # | Ploeg                 | Punten | Wedstrijden | Wedstrijden | Spelpunten | Spelpunten | Spelpunten | Sets | Sets | Sets  |
| # | Ploeg                 | Punten | W           | V           | W          | V          | Ratio      | W    | V    | Ratio |
| - | --------------------- | ------ | ----------- | ----------- | ---------- | ---------- | ---------- | ---- | ---- | ----- |
| 1 | Lima / Fernanda       | 6      | 3           | 0           | 132        | 94         | 1,404      | 6    | 0    | MAX   |
| 2 | Forrer / Vergé-Dépré  | 5      | 2           | 1           | 129        | 101        | 1,277      | 4    | 2    | 2,000 |
| 3 | Zumkehr / Heidrich    | 4      | 1           | 2           | 108        | 104        | 1,038      | 2    | 4    | 0,500 |
| 4 | Williams / Sekhonyana | 3      | 0           | 3           | 56         | 126        | 0,444      | 0    | 6    | 0,000 |

| Datum   |                      | Score |                       | Set 1   | Set 2   | Set 3 |
| ------- | -------------------- | ----- | --------------------- | ------- | ------- | ----- |
| 28 juni | Zumkehr / Heidrich   | 0 – 2 | Forrer / Vergé-Dépré  | 20 – 22 | 13 – 21 |       |
| 28 juni | Lima / Fernanda      | 2 – 0 | Williams / Sekhonyana | 21 – 5  | 21 – 12 |       |
| 29 juni | Zumkehr / Heidrich   | 2 – 0 | Williams / Sekhonyana | 21 – 11 | 21 – 8  |       |
| 29 juni | Lima / Fernanda      | 2 – 0 | Forrer / Vergé-Dépré  | 21 – 19 | 27 – 25 |       |
| 30 juni | Forrer / Vergé-Dépré | 2 – 0 | Williams / Sekhonyana | 21 – 12 | 21 – 8  |       |
| 30 juni | Lima / Fernanda      | 2 – 0 | Zumkehr / Heidrich    | 21 – 14 | 21 – 19 |       |

### Groep J
| # | Ploeg                | Punten | Wedstrijden | Wedstrijden | Spelpunten | Spelpunten | Spelpunten | Sets | Sets | Sets  |
| # | Ploeg                | Punten | W           | V           | W          | V          | Ratio      | W    | V    | Ratio |
| - | -------------------- | ------ | ----------- | ----------- | ---------- | ---------- | ---------- | ---- | ---- | ----- |
| 1 | Borger / Büthe       | 5      | 2           | 1           | 142        | 123        | 1,154      | 5    | 2    | 2,500 |
| 2 | Oekolova / Birlova   | 5      | 2           | 1           | 117        | 109        | 1,073      | 4    | 2    | 2,000 |
| 3 | Fendrick / Sweat     | 5      | 2           | 1           | 135        | 135        | 1,000      | 4    | 3    | 1,333 |
| 4 | Syrtseva / Prokopeva | 3      | 0           | 1           | 99         | 126        | 0,786      | 0    | 6    | 0,000 |

| Datum   |                    | Score |                      | Set 1   | Set 2   | Set 3   |
| ------- | ------------------ | ----- | -------------------- | ------- | ------- | ------- |
| 28 juni | Oekolova / Birlova | 2 – 0 | Syrtseva / Prokopeva | 21 – 14 | 21 – 18 |         |
| 28 juni | Borger / Büthe     | 1 – 2 | Fendrick / Sweat     | 21 – 17 | 19 – 21 | 18 – 20 |
| 29 juni | Borger / Büthe     | 2 – 0 | Syrtseva / Prokopeva | 21 – 16 | 21 – 16 |         |
| 29 juni | Fendrick / Sweat   | 0 – 2 | Oekolova / Birlova   | 16 – 21 | 19 – 21 |         |
| 30 juni | Fendrick / Sweat   | 2 – 0 | Syrtseva / Prokopeva | 21 – 19 | 21 – 16 |         |
| 30 juni | Borger / Büthe     | 2 – 0 | Oekolova / Birlova   | 21 – 14 | 21 – 19 |         |

### Groep K
| # | Ploeg                  | Punten | Wedstrijden | Wedstrijden | Spelpunten | Spelpunten | Spelpunten | Sets | Sets | Sets  |
| # | Ploeg                  | Punten | W           | V           | W          | V          | Ratio      | W    | V    | Ratio |
| - | ---------------------- | ------ | ----------- | ----------- | ---------- | ---------- | ---------- | ---- | ---- | ----- |
| 1 | Dubovcová / Nestarcová | 6      | 3           | 0           | 151        | 122        | 1,238      | 6    | 2    | 3,000 |
| 2 | Ludwig / Walkenhorst   | 5      | 2           | 1           | 129        | 95         | 1,358      | 5    | 2    | 2,500 |
| 3 | Baran / Gruszczyńska   | 4      | 1           | 2           | 135        | 151        | 0,894      | 3    | 5    | 0,600 |
| 4 | Cope / Alfaro          | 3      | 0           | 3           | 94         | 141        | 0,667      | 1    | 6    | 0,167 |

| Datum   |                        | Score |                        | Set 1   | Set 2   | Set 3   |
| ------- | ---------------------- | ----- | ---------------------- | ------- | ------- | ------- |
| 28 juni | Dubovcová / Nestarcová | 2 – 1 | Baran / Gruszczyńska   | 21 – 14 | 20 – 22 | 19 – 17 |
| 28 juni | Ludwig / Walkenhorst   | 2 – 0 | Cope / Alfaro          | 21 – 9  | 21 – 12 |         |
| 29 juni | Ludwig / Walkenhorst   | 2 – 0 | Baran / Gruszczyńska   | 21 – 13 | 21 – 12 |         |
| 29 juni | Dubovcová / Nestarcová | 2 – 0 | Cope / Alfaro          | 21 – 17 | 21 – 7  |         |
| 30 juni | Baran / Gruszczyńska   | 2 – 1 | Cope / Alfaro          | 21 – 17 | 21 – 23 | 15 – 9  |
| 30 juni | Ludwig / Walkenhorst   | 1 – 2 | Dubovcová / Nestarcová | 15 – 21 | 21 – 13 | 9 – 15  |

### Groep L
| # | Ploeg                 | Punten | Wedstrijden | Wedstrijden | Spelpunten | Spelpunten | Spelpunten | Sets | Sets | Sets  |
| # | Ploeg                 | Punten | W           | V           | W          | V          | Ratio      | W    | V    | Ratio |
| - | --------------------- | ------ | ----------- | ----------- | ---------- | ---------- | ---------- | ---- | ---- | ----- |
| 1 | Menegatti / Orsi Toth | 6      | 3           | 0           | 145        | 123        | 1,179      | 6    | 2    | 3,000 |
| 2 | Wang / Yue            | 5      | 2           | 1           | 133        | 125        | 1,064      | 5    | 2    | 2,500 |
| 3 | Remmers / Stiekema    | 4      | 1           | 2           | 105        | 116        | 0,905      | 2    | 4    | 0,500 |
| 4 | Gallay / Klug         | 3      | 0           | 3           | 118        | 137        | 0,861      | 1    | 6    | 0,167 |

| Datum   |                       | Score |                       | Set 1   | Set 2   | Set 3   |
| ------- | --------------------- | ----- | --------------------- | ------- | ------- | ------- |
| 28 juni | Wang / Yue            | 2 – 0 | Remmers / Stiekema    | 21 – 17 | 21 – 19 |         |
| 28 juni | Menegatti / Orsi Toth | 2 – 1 | Gallay / Klug         | 15 – 21 | 21 – 19 | 15 – 9  |
| 29 juni | Menegatti / Orsi Toth | 2 – 0 | Remmers / Stiekema    | 21 – 13 | 21 – 14 |         |
| 29 juni | Wang / Yue            | 2 – 0 | Gallay / Klug         | 23 – 21 | 21 – 16 |         |
| 30 juni | Gallay / Klug         | 0 – 2 | Remmers / Stiekema    | 18 – 21 | 14 – 21 |         |
| 30 juni | Wang / Yue            | 1 – 2 | Menegatti / Orsi Toth | 21 – 16 | 14 – 21 | 12 – 15 |

## Knock-outfase

### Finales
| Finale |                  |    |    |  |
|        |                  |    |    |  |
|        | Lima / Fernanda  | 18 | 20 |  |
|        | Bárbara / Agatha | 21 | 22 |  |

| Kleine finale |                     |    |    |    |
|               |                     |    |    |    |
|               | Holtwick / Semmler  | 25 | 18 | 9  |
|               | Antonelli / Juliana | 23 | 21 | 15 |

### Bovenste helft
| Zestiende finale | Zestiende finale           | Zestiende finale | Zestiende finale | Zestiende finale |  |  | Achtste finale        | Achtste finale         | Achtste finale | Achtste finale | Achtste finale |  |  | Kwartfinale | Kwartfinale        | Kwartfinale | Kwartfinale | Kwartfinale |  |  | Halve finale | Halve finale       | Halve finale | Halve finale | Halve finale |
|                  |                            |                  |                  |                  |  |  |                       |                        |                |                |                |  |  |             |                    |             |             |             |  |  |              |                    |              |              |              |
|                  | Meppelink / van Iersel     | 21               | 21               |                  |  |  |                       |                        |                |                |                |  |  |             |                    |             |             |             |  |  |              |                    |              |              |              |
|                  | Baran / Gruszczyńska       | 12               | 19               |                  |  |  |                       | Meppelink / van Iersel | 22             | 21             | 12             |  |  |             |                    |             |             |             |  |  |              |                    |              |              |              |
|                  | Forrer / Vergé-Dépré       | 18               | 14               |                  |  |  | Bawden / Clancy       | 24                     | 16             | 15             |                |  |  |             |                    |             |             |             |  |  |              |                    |              |              |              |
|                  | Bawden / Clancy            | 21               | 21               |                  |  |  |                       |                        |                |                |                |  |  |             | Bawden / Clancy    | 21          | 16          | 16          |  |  |              |                    |              |              |              |
|                  | Lima / Fernanda            | 21               | 21               |                  |  |  |                       |                        |                |                |                |  |  |             | Lima / Fernanda    | 15          | 21          | 18          |  |  |              |                    |              |              |              |
|                  | Pazo / Agudo               | 12               | 14               |                  |  |  |                       | Lima / Fernanda        | 21             | 21             |                |  |  |             |                    |             |             |             |  |  |              |                    |              |              |              |
|                  | Liliana / Baquerizo        | 21               | 23               |                  |  |  | Liliana / Baquerizo   | 17                     | 19             |                |                |  |  |             |                    |             |             |             |  |  |              |                    |              |              |              |
|                  | Pata / Matauatu            | 19               | 21               |                  |  |  |                       |                        |                |                |                |  |  |             |                    |             |             |             |  |  |              | Lima / Fernanda    | 21           | 21           |              |
|                  | Kołosińska / Brzostek      | 24               | 8                | 10               |  |  |                       |                        |                |                |                |  |  |             |                    |             |             |             |  |  |              | Holtwick / Semmler | 12           | 15           |              |
|                  | Fendrick / Sweat           | 22               | 21               | 15               |  |  |                       | Fendrick / Sweat       | 21             | 21             |                |  |  |             |                    |             |             |             |  |  |              |                    |              |              |              |
|                  | Menegatti / Orsi Toth      | 21               | 21               |                  |  |  | Menegatti / Orsi Toth | 18                     | 19             |                |                |  |  |             |                    |             |             |             |  |  |              |                    |              |              |              |
|                  | Kolocová / Sluková         | 19               | 18               |                  |  |  |                       |                        |                |                |                |  |  |             | Fendrick / Sweat   | 18          | 15          |             |  |  |              |                    |              |              |              |
|                  | Ludwig / Walkenhorst       | 16               | 16               |                  |  |  |                       |                        |                |                |                |  |  |             | Holtwick / Semmler | 21          | 21          |             |  |  |              |                    |              |              |              |
|                  | Oekolova / Birlova         | 21               | 21               |                  |  |  |                       | Oekolova / Birlova     | 18             | 22             |                |  |  |             |                    |             |             |             |  |  |              |                    |              |              |              |
|                  | van der Vlist / van Gestel | 17               | 21               |                  |  |  | Holtwick / Semmler    | 21                     | 24             |                |                |  |  |             |                    |             |             |             |  |  |              |                    |              |              |              |
|                  | Holtwick / Semmler         | 21               | 23               |                  |  |  |                       |                        |                |                |                |  |  |             |                    |             |             |             |  |  |              |                    |              |              |              |

### Onderste helft
| Zestiende finale | Zestiende finale          | Zestiende finale | Zestiende finale | Zestiende finale |  |  | Achtste finale   | Achtste finale           | Achtste finale | Achtste finale | Achtste finale |  |  | Kwartfinale | Kwartfinale         | Kwartfinale | Kwartfinale | Kwartfinale |  |  | Halve finale | Halve finale        | Halve finale | Halve finale | Halve finale |
|                  |                           |                  |                  |                  |  |  |                  |                          |                |                |                |  |  |             |                     |             |             |             |  |  |              |                     |              |              |              |
|                  | Ross / Walsh              | 21               | 21               |                  |  |  |                  |                          |                |                |                |  |  |             |                     |             |             |             |  |  |              |                     |              |              |              |
|                  | Michelle / Filippo        | 6                | 10               |                  |  |  |                  | Ross / Walsh             | 19             | 21             | 13             |  |  |             |                     |             |             |             |  |  |              |                     |              |              |              |
|                  | Wang / Yue                | 21               | 21               |                  |  |  | Wang / Yue       | 21                       | 17             | 15             |                |  |  |             |                     |             |             |             |  |  |              |                     |              |              |              |
|                  | Day / Kessy               | 19               | 18               |                  |  |  |                  |                          |                |                |                |  |  |             | Wang / Yue          | 18          | 21          |             |  |  |              |                     |              |              |              |
|                  | Dubovcová / Nestarcová    | 22               | 15               |                  |  |  |                  |                          |                |                |                |  |  |             | Bárbara / Agatha    | 21          | 23          |             |  |  |              |                     |              |              |              |
|                  | Humana-Paredes / Pischke  | 24               | 21               |                  |  |  |                  | Humana-Paredes / Pischke | 15             | 14             |                |  |  |             |                     |             |             |             |  |  |              |                     |              |              |              |
|                  | Bárbara / Agatha          | 14               | 21               | 15               |  |  | Bárbara / Agatha | 21                       | 21             |                |                |  |  |             |                     |             |             |             |  |  |              |                     |              |              |              |
|                  | Broder / Valjas           | 21               | 16               | 7                |  |  |                  |                          |                |                |                |  |  |             |                     |             |             |             |  |  |              | Bárbara / Agatha    | 24           | 21           |              |
|                  | Laboureur / Sude          | 18               | 14               |                  |  |  |                  |                          |                |                |                |  |  |             |                     |             |             |             |  |  |              | Antonelli / Juliana | 22           | 19           |              |
|                  | Masjkova / Tsymbalova     | 21               | 21               |                  |  |  |                  | Masjkova / Tsymbalova    | 15             | 10             |                |  |  |             |                     |             |             |             |  |  |              |                     |              |              |              |
|                  | Borger / Büthe            | 13               | 21               | 13               |  |  | Bansley / Pavan  | 21                       | 21             |                |                |  |  |             |                     |             |             |             |  |  |              |                     |              |              |              |
|                  | Bansley / Pavan           | 21               | 19               | 15               |  |  |                  |                          |                |                |                |  |  |             | Bansley / Pavan     | 23          | 18          |             |  |  |              |                     |              |              |              |
|                  | Antonelli / Juliana       | 18               | 21               | 15               |  |  |                  |                          |                |                |                |  |  |             | Antonelli / Juliana | 25          | 21          |             |  |  |              |                     |              |              |              |
|                  | Goricanec / Hüberli       | 21               | 18               | 9                |  |  |                  | Antonelli / Juliana      | 19             | 21             | 15             |  |  |             |                     |             |             |             |  |  |              |                     |              |              |              |
|                  | Artacho del Solar / Laird | 18               | 17               |                  |  |  | Larissa / Talita | 21                       | 18             | 13             |                |  |  |             |                     |             |             |             |  |  |              |                     |              |              |              |
|                  | Larissa / Talita          | 21               | 21               |                  |  |  |                  |                          |                |                |                |  |  |             |                     |             |             |             |  |  |              |                     |              |              |              |

1997 ·
1999 ·
2001 ·
2003 ·
2005 ·
2007 ·
2009 ·
2011 ·
2013 ·
2015 ·
2017 ·
2019 ·
2022 ·
2023